# José Antonio de Magalhães Lins
José Antonio de Magalhães Lins (Río de Janeiro, 17 de mayo de 1966) es un economista y empresario brasileño, con origen en una familia de banqueros de la provincia de Minas Gerais. Es uno de los cinco hijos de María do Carmo de Mello Franco Nabuco – nieta de Afranio de Mello Franco y Joaquim Nabuco – y del exbanquero y asegurador José Luiz de Magalhães Lins – socio del extinto Banco Nacional de Minas Gerais, de la Atlántica Boavista Seguros y del Banco Bradesco. El padre se notó como principal mecenas del Cinema Novo en los años 1960.
Socio y fundador de las empresas Setarcos International Ltd y Forecast Capital SA (gestora de recursos), el empresario actúa hoy en el área de petróleo y gas y creó las empresas Axelpar y Petrotech Oil & Gas (controladora de Great Holdings, Great Oil Perfurações y Great Energy). En el sector de telecomunicaciones, fundó la empresa Heliconia Empreendimentos.
El empresario comenzó su carrera en el área de seguros en los años 90. Fue miembro del Consejo de la empresa Teleperformance y del periódico O Dia, en el caso del periódico por medio de la empresa Arca Capitalização SA. Es presidente del Consejo Consultivo de la Cámara de Comercio, Industria, Agricultura y Turismo Brasil-Uruguay (CCBRUY) y director de la Cámara de Comercio Brasil-Ecuador.